# 21646 Джошуатернер
21646 Джошуатернер (21646 Joshuaturner) — астероїд головного поясу, відкритий 12 липня 1999 року.
Тіссеранів параметр щодо Юпітера — 3,326.